# John Murray (editură)
John Murray este o editură englezească, renumită pentru faptul că aici au fost publicate pentru prima oară lucrări ale unor scriitori ca Jane Austen, Sir Arthur Conan Doyle, Lordul Byron, Charles Lyell, Johann Wolfgang von Goethe, Herman Melville și Charles Darwin. Din 2004, este deținută de grupul multinațional Lagardère sub marca Hachette UK.

## Istoric

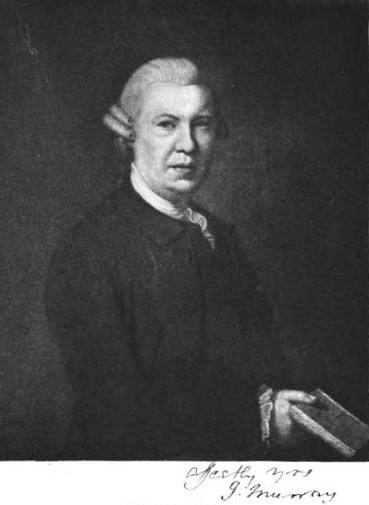
John Murray I (1745–1793), fondatorul editurii

Casa editorială a fost fondată la Londra în 1768 de John Murray I (1745–1793), un ofițer în Royal Marines născut la Edinburgh, care a format o listă de autori precum Isaac D'Israeli și a publicat English Review.
John Murray bătrânul a fost unul dintre sponsorii fondatori ai ziarului londonez de seară The Star în 1788.
La conducerea editurii i-a urmat fiul său, John Murray II, care a transformat casa editorială într-una din cele mai importante și influente din Marea Britanie. El a fost prieten al multor scriitori valoroși din epoca sa și a fondat Quarterly Review în 1809. Printre scriitorii publicați de el s-au aflat Jane Austen, Sir Walter Scott, Washington Irving, George Crabbe și mulți alții. Casa și biroul său de pe Albemarle Street nr. 50 din cartierul Mayfair a fost centrul unui cerc literar, încurajat de tradiția lui Murray a "prietenilor de la ora patru", când își invita scriitorii după-amiaza, la un ceai.
Cel mai cunoscut autor a lui Murray a fost Lordul Byron, care a devenit un prieten apropiat al editorului. Murray a publicat multe din operele sale importante, plătindu-i peste 20.000 de lire ca drepturi de autor. La 10 martie 1812 Murray a publicat a doua carte a lui Byron, Pelerinajul lui Childe Harold, al cărei tiraj s-a epuizat în cinci zile, ducând la observația lui Byron că "M-am trezit într-o dimineață și am constatat că sunt celebru".
La 17 mai 1824 Murray a fost protagonistul unuia dintre cele mai notorii acte din analele literaturii. Byron i-a dat manuscrisul memoriilor sale pentru a fi publicate ulterior. Împreună cu cinci prieteni și executori testamentari ai lui Byron, el a decis să distrugă manuscrisele lui Byron, deoarece a crezut că detaliile scandaloase i-ar dăuna reputației lui Byron. S-au opus doar Thomas Moore, iar cele două volume de memorii au fost dezmembrate și arse în căminul de la biroul lui Murray. ("Byron: Child of Passion, Fool of Fame", p. 3, Benita Eisler) Din păcate, nu se cunoaște conținutul acestor memorii. 
John Murray III (1808–1892) a continuat afacerea și a publicat prima traducere a studiului Despre teoria culorilor (1840) de Goethe (realizată de Charles Eastlake), Missionary Travels (1857) a lui David Livingstone și Originea speciilor (1859) a lui Charles Darwin. Murray III a încheiat un contract cu Herman Melville pentru a publica primele două cărți ale acestuia, Typee (1846) și Omoo (1847), în Anglia; ambele cărți au fost prezentate ca povestiri nonficționale de călătorie în colecția Murray's Home and Colonial Library, alături de lucrări cum ar fi cea de-a doua ediție din 1845 a jurnalului de călătorie a lui Darwin cu HMS Beagle. John Murray III a inițiat Murray Handbooks în 1836, o serie de ghiduri de călătorie din care provin ghidurile din zilele noastre. Drepturile pentru aceste ghiduri au fost vândute în jurul anului 1900 și ulterior achiziționate în 1915 de Blue Guides.
Succesorul său, Sir John Murray IV (1851–1928), a fost editorul principal din perioada domniei reginei Victoria. Printre alte opere, el a publicat Murray's Magazine din 1887 și până în 1891. Concurentul Smith, Elder & Co. a fost achiziționat în 1917.
Fiul său, Sir John Murray V (1884-1967), și urmașii săi, John Murray VI (John Arnaud Robin Grey Murray; 1909-1993) și John Murray VII (John Richmond Grey Murray; 1941-), au continuat activitatea editorială până ce compania a fost preluată.
În 2002, editura John Murray a fost achiziționată de Hodder Headline, care a fost cumpărată la rândul ei în 2004 de conglomeratul francez Lagardère Group. De atunci, a devenit o editură care a publicat sub brandul Hachette UK.

## Arhiva editurii John Murray
Arhiva editurii John Murray Publishers, din 1768 până la 1920, a fost oferită spre vânzare instituțiilor britanice de către John Murray VII pentru 31,2 milioane de lire, iar National Library of Scotland a achiziționat-o, inclusiv manuscrisul lucrării Originea speciilor a lui Charles Darwin. La 26 ianuarie 2005, s-a anunțat că Biblioteca Națională trebuia să primească 17,7 milioane de lire de la Heritage Lottery Fund pentru a plăti o parte din prețul cerut de John Murray (cu condiția ca biblioteca să facă accesibile publicului aceste materialele în format digital). Administrația scoțiană a fost de acord să contribuie cu 8,3 milioane de lire, iar Biblioteca Națională urma să strângă restul de 6,5 milioane de lire printr-o colectă publică.